# Hydroxytoluène butylé
Pour les articles homonymes, voir BHT.
L’hydroxytoluène butylé, BHT ou 2,6-di-tert-butyl-4-méthylphénol, est un composé aromatique, dérivé du paracrésol (4-méthylphénol), substitué par deux groupes tert-butyle aux positions ortho. C'est un conservateur utilisé comme additif alimentaire ainsi que dans les produits cosmétiques et d'hygiène. Puissant antioxydant synthétique issu de la carbochimie, son utilisation est controversée et il semble que trop peu d'études aient été menées à son sujet.
Il résiste aux fortes températures qui peuvent être atteintes lors de la fabrication du produit, contrairement à certains antioxydants comme la vitamine E.

## Synthèse
Le BHT s'obtient uniquement par voie de synthèse : réaction d'alkylation entre le p-crésol et l'isobutylène. Le procédé a plusieurs étapes : la première est une catalyse acide entre le p-crésol et l'isobutylène avec comme catalyseur l’acide sulfurique. Vient ensuite l’ajout du carbonate de sodium pour la neutralisation. Et enfin s’ensuivent des étapes de filtration, lavage, cristallisation par l'isopropanol et le séchage.

## Utilisations
Il est utilisé dans l'industrie agroalimentaire et cosmétique, souvent en remplacement de l'hydroxyanisole butylé (BHA). Il est présent dans 99 % des produits cosmétiques pour prévenir leur oxydation. On le trouve souvent en faible quantité dans les rouges et baumes à lèvres, crèmes de soin, fonds de teint et produits de traitement des cheveux. On le retrouve également dans les aliments riches en matières grasses, les céréales, la viande, les soupes déshydratées. Il serait métabolisé en cas d'ingestion et soupçonné d'être allergène et cancérogène. Les contaminants possibles sont cendres sulfuriques, arsenic, métaux lourds.
Il porte le numéro E321 dans l’Union européenne et se présente sous la forme d'une poudre ou de cristaux incolores à jaune pâle.
Le BHT est aussi utilisé pour stabiliser le diéthyléther, ce dernier ayant tendance à former des peroxydes explosifs au contact de l'air.

## Effet potentiellement nocif
Le BHT est suspecté d’être un perturbateur endocrinien[réf. nécessaire]. De fortes doses de BHT pourraient simuler l’œstrogène, hormone sexuelle féminine, en se fixant aux récepteurs d'œstrogènes, ainsi qu’empêcher l’expression des hormones sexuelles masculines, ce qui entraînerait des effets néfastes en matière de reproduction.
Le Centre international de recherche sur le cancer (CIRC) classe le BHA parmi les cancérigènes possibles, et le BHT parmi les substances dont l’innocuité n’a pas pu être établie, mais il pourrait favoriser le développement de tumeurs déjà existantes.
BHT et BHA sont aussi réputés être dotés d’un potentiel sensibilisant, pouvant être responsables d’allergies.
Par ailleurs, ils sont absorbés et métabolisés, c’est-à-dire transformés par les organismes vivants, peuvent induire des dysfonctionnements et des perturbations au niveau de différents organes, animaux ou humains. Après absorption, chez l'humain, seuls 50 % du BHT seraient éliminés par voie urinaire au cours des 24 heures suivant, et 65 % au cours des dix-onze jours suivant son absorption.
Deux femmes sont tombées gravement malades après avoir ingéré de fortes doses de BHT (67 mg/kg de masse corporelle et 1,3 g/kg de masse corporelle). Elles ont souffert de troubles de l’élocution, de crampes à l’estomac, de nausées, d’étourdissements et de pertes de connaissance.
Une exposition, à long terme et à fortes doses, au BHT, est toxique pour les animaux de laboratoire. Des études ont été faites sur des souris, exposées à des doses de 2,5 g/kg. Ses effets sont alors nocifs à plusieurs niveaux : modifications du système immunitaire et de la formule sanguine avec notamment une perturbation de la coagulation du sang, hypertrophie du foie, atteinte de la glande thyroïde et des reins, modifications biochimiques des poumons, détresse respiratoire,. Les animaux traités au BHT (0,5 % en ingestion chronique) présentent une diminution du sommeil et de l'apprentissage, ainsi qu'une augmentation de l'agressivité.

## Effet sur l'environnement
Le BHT a aussi des répercussions sur l'environnement. En effet, lorsque celui-ci est utilisé dans les produits cosmétiques, le BHT évite le rancissement des graisses (parfois changement de couleurs, odeur désagréable) et agit en tant qu'antioxydant.Il est difficile de définir l'impact du BHT pour l'eau : le BHT ne se dissout pas dans l'eau. Cependant, il n'est pas biodégradable, et a donc un fort pouvoir bioaccumulant. Les rejets dans l'environnement lors de l'utilisation du BHT et de tout ce qui comporte cette substance (maquillages, gels, crèmes de rasage, parfums, etc.) ne sont pas quantifiables. Dans l'environnement, le BHT se décompose rapidement pour former plusieurs métabolites. Ainsi, il apparaît comme étant détenteur d’une forte toxicité dans le milieu aquatique et ainsi se bioaccumule dans le temps ; il présente un potentiel de bioaccumulation modéré à élevé chez les espèces aquatiques. Ce qui a un effet direct sur les animaux aquatiques.

## Alternatives
La présence du BHT dans les produits cosmétiques du quotidien est due au fait qu'il est peu coûteux. Des alternatives existent pourtant mais sont réservées aux produits haut de gamme ou sous labels de qualité exigeants.
Des antioxydants alternatifs pourraient être utilisés ou créés à la place du BHT, d'origine synthétique ou naturelle. La vitamine E pourrait aussi faire effet grâce à son action antioxydante.